# One Night In Bangkok
One Night in Bangkok (с англ. — «Одна ночь в Бангкоке») — песня с альбома и мьюзикла Шахматы, выпущенная отдельным синглом. Слова Тима Райса, музыка Бенни Андерссона и Бьорна Ульвеуса из ABBA. Британский актер и певец Мюррей Хэд читает стихи, а припев поет Андерс Гленмарк, шведский певец, автор песен и продюсер.
Сингл возглавил чарты во многих странах, включая Южную Африку, Западную Германию, Швейцарию, Данию и Австралию. В мае 1985 года он достиг 3-го места как в Канаде, так и в Соединенных Штатах, а также 12-го места в Соединенном Королевстве.